# Throttle Junkies
Throttle Junkies – debiutancki album zespołu SOiL. Wydany 18 maja 1999 nakładem nieistniejącej już wytwórni MIA Records.

## Lista utworów
1. Everything – 2:57
2. Road to Ruin – 2:37
3. Damning Eden – 3:00
4. F-Hole – 2:54
5. Man I Am – 3:48
6. Hello Again – 3:19
7. Butterfly – 3:03
8. Growing Ways – 4:08
9. Stand to Fall – 4:08
10. Concrete Slave – 3:42
11. She – 3:26
12. "Crucified" – 4:29
13. "Shining Man" – 3:51
14. "Damning Eden" – 3:18

## Twórcy
- Ryan McCombs – wokal
- Adam Zadel – gitara, wokal
- Shaun Glass – gitara
- Tim King – gitara basowa
- Tom Schofield – perkusja